# Táňa Fischerová
Taťana Fischerová, más conocida como Táňa Fischerová (Praga, 6 de junio de 1947-25 de diciembre de 2019), fue una actriz, escritora, presentadora de televisión, política y activista cívica checa. De 2002 a 2006 fue miembro del Parlamento de la República Checa. A principios de 2013 fue candidata en la elecciones presidenciales de la República Checa de 2013.

## Biografía
Su padre, el director de teatro Jan Fischer —o Fišer—, fue encarcelado en los campos de concentración de Theresienstadt y Auschwitz durante la Segunda Guerra Mundial. Su madre era bailarina.

### Actriz
Estudió en la Academia Janáček de Música y Artes Dramáticas de Brno (JAMU, Janáčkovy akademie múzických umění v Brně) y desarrolló su actividad profesional en el Teatro Nacional de Praga junto a directores como Jan Kačer y Evald Schorm. En 2013 como directora del Comité de Helsinki Checo (Českého helsinského výboru) participó en proyectos benéficos junto a Kačer y Marta Kubišová.

### Política
Fue colaboradora durante el comunismo con varias iniciativas sociales y cívicas en defensa de la democracia. Entre 2002 y 2006 formó parte del partido Unión de la Libertad (Unii svobody) como diputada, trabajando en favor de la unión civil entre homosexuales y para obtener unas elecciones presidenciales directas en la República Checa. Siete años después, en 2013, participó en las elecciones presidenciales como candidata a la presidencia checa donde obtuvo 166 000  votos (3.23 %).
Fue directora de la Fundación Vize 97, miembro de Amnistía Internacional y apoyó los ideales de Unión Europea.

### Fallecimiento
Falleció el 25 de diciembre de 2019 a los setenta y dos años.

## Filmografía seleccionada
- Hotel pro cizince (1966)
- Lev s bílou hřívou (1986)
- Svědek umírajícího času (1989)